# Air ITM
Air ITM était une compagnie aérienne française d'affaires basée sur l'aéroport de Lorient Bretagne Sud. Elle appartenait au groupement "Les Mousquetaires" (propriétaire d'Intermarché) et exploitait un unique avion, un Hawker 400XP de 9 places.

## Histoire
Air ITM a été créé le 5 janvier 2005. Son siège social était implanté à Paris (75015) et son établissement principal à Lorient sur le port de pêche de Keroman. Sa base opérationnelle était établie sur la plateforme aéroportuaire de Lorient-Bretagne Sud à Ploemeur,.
AIR ITM appartenait au groupement "Les Mousquetaires"(propriétaire de Intermarché). Le siège social d'AIR ITM était au 24 rue Auguste-Chabrières dans le 15e arrondissement de Paris, adresse du siège social du groupe ITM entreprises (Intermarché).
Le président d'Air ITM était Sylvain Pruvost qui est aussi le président des Mousquetaires. Il était aussi président de SCAPECHE et directeur général de Capitaine Houat, filiales du Groupement "Les Mousquetaires".
Le directeur général était Benoit Besson.
La SCAPECHE, premier armateur français de pêche fraiche, a ses bureaux au 17 boulevard Abbé-Le Cam à Lorient tout comme ceux de la compagnie Air ITM.
Son avion unique partait en Allemagne en Septembre 2021, était revendu et vole depuis avril 2022 sous pavillon américain avec l'immatriculation N-501-XP.
La mission rapatriement des marins d'Intermarché était assurée alors par la compagnie privée française VallJet puis par la nouvelle compagnie aérienne lorientaise Lorizon Aircraft qui utilise des Embraer 135 de 37 places. Néanmoins, coup de théâtre le 24 avril 2024 lorsque le Tribunal de Commerce de Bordeaux plaçait en redressement judiciaire Millésime Aviation, titulaire de la licence de vol de Lorizon Aircraft. 
La Scapêche/Intermarché effectue dorénavant sa mission de rapatriement des marins entre Inverness-Cork et Lorient par d'autres compagnies aériennes affrétées,.

## Flotte
Air ITM assurait ses vols depuis fin 2006 avec un jet biréacteur pressurisé Hawker 400XP (F-HITM) dont le rayon d’action est de 3 000 km. Piloté par un commandant de bord et un copilote, il peut emporter jusqu’à 9 passagers à une vitesse de croisière de 830 km/h et à une altitude de 12 000 m.
Cet avion était considéré comme un avion de ligne. L’intérieur de la cabine avait été étudié pour le confort et le bien-être : sièges en cuir ergonomiques et multi positions, tablette et lumière individuelles, toilettes à bord.
La compagnie avait commencé son activité avec un Hawker 200 ou Beech King Air B200, immatriculé F-GLLH, (construit en 1983) qu'elle a revendu en décembre 2006 lors de la réception de l'appareil actuel.

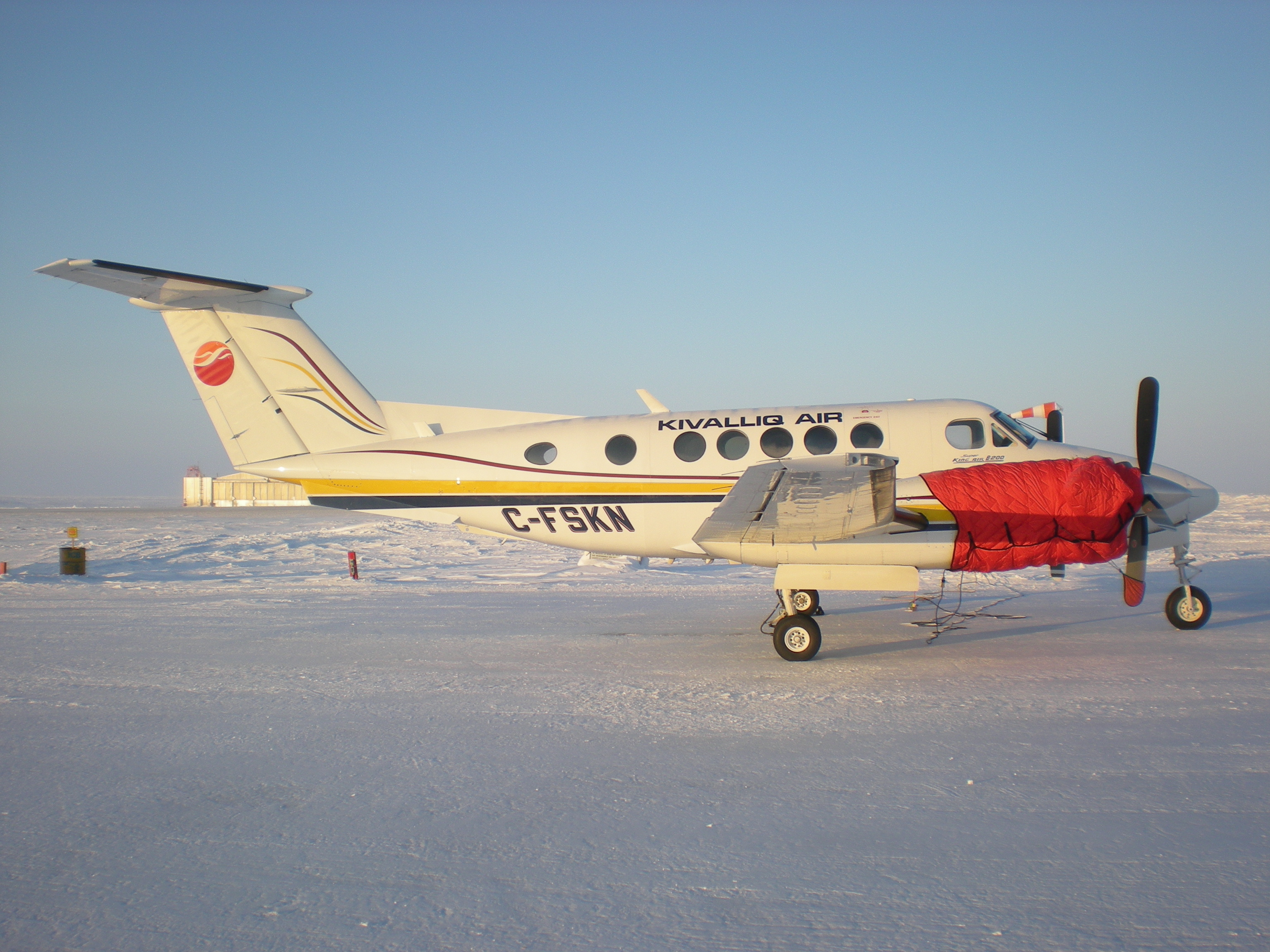
Beech 200 King Air C-FSKN (ex-avion d'Air ITM F-GLLH)
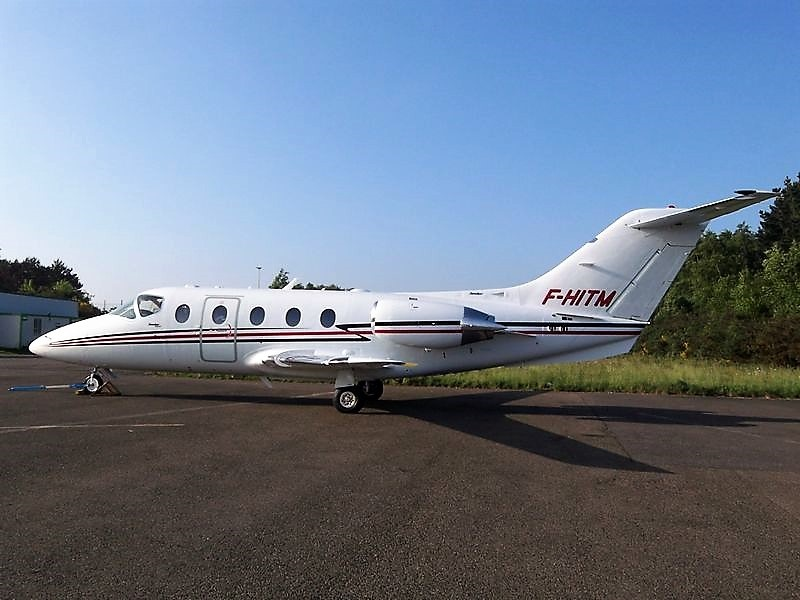
Hawker 400XP F-HITM d'Air ITM sur le tarmac de Lorient
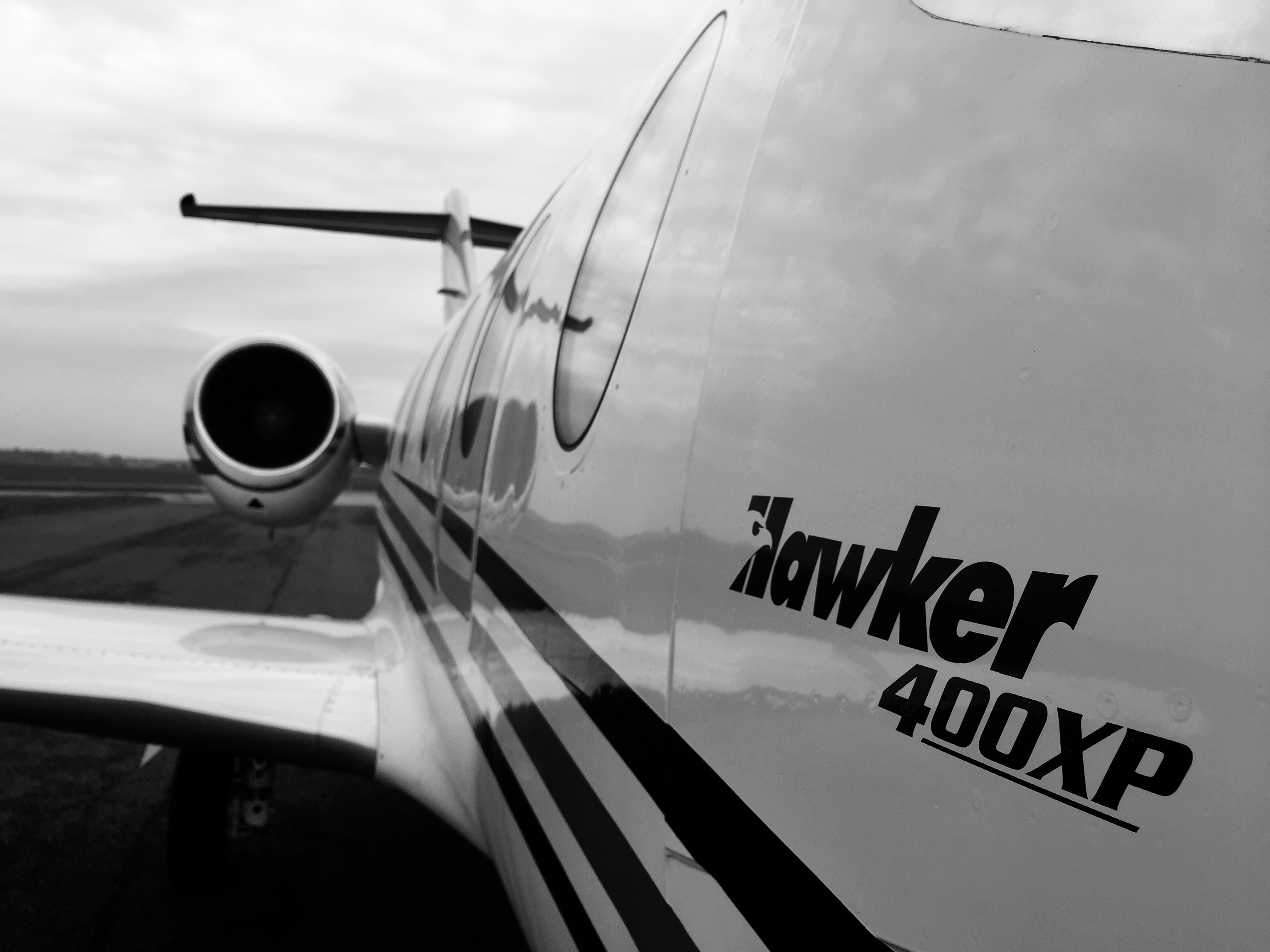
L'avion unique d'Air ITM

## Activités aériennes
Air ITM assurait des vols à la demande (aviation d'entreprises ou privée) au départ de l'aéroport de Lorient, des autres aéroports bretons ou de l'aéroport d'affaire de Paris-Le Bourget.
Air ITM assurait surtout plusieurs fois par semaine le rapatriement sur Lorient des marins de la société SCAPECHE (filiale du groupe Les Mousquetaires) en provenance de l'Écosse ou Irlande,,, et plus précisément sur Inverness et parfois Cork.
Elle avait repris une liaison qui fonctionne depuis 1974. Air Lorient, Diwan (Air Provence International) puis Air Bretagne ont assuré cette mission de rapatriement des marins de leurs bases avancées de pêche vers Lorient avant elle.
Air ITM assurait à la demande depuis 2018, un vol d'affaires bi-hebdomadaire au départ de Lorient vers Paris-Le Bourget, vendu par l'agence de voyages d'affaires Corpotravel.

## Logotèques

Dernier logo d'Air ITM Compagnie aérienne.
Ancien logo d'Air ITM.
Ancien logo d'Air ITM en 2010.